# Phong hà
Phong hà (danh pháp khoa học: Dendropanax chevalieri) là một loài thực vật có hoa trong Họ Cuồng cuồng. Loài này được (R.Vig.) Merr. mô tả khoa học đầu tiên năm 1938.